# Schütz Antal
Schütz Antal (Kistószeg, németül Mastort, Torontál megye, 1880. október 26. – Budapest, 1953. április 20.) római katolikus pap, piarista szerzetes, a 20. század egyik legjelesebb magyar teológusa.

## Élete
Sváb kézműves-paraszti családban született. Tanulmányait Szegeden, a polgári iskolában, majd két osztály elvégzése után a szegedi piarista gimnáziumban végezte szolgadiákként. Ugyanitt tanult két öccse is, akikből orvos, illetve gimnáziumi igazgató lett. Érettségi után, 1899-ben belépett a piarista rendbe.
A Pázmány Péter Tudományegyetemen tanult teológiát, majd 1904. július 2-án pappá szentelték. Ezután két évig a szegedi piarista gimnáziumban hittant, latint és magyar irodalmat, majd 1906-tól 1916-ig a budapesti piarista gimnáziumban hittant, valamint a Kalazantinum hittudományi főiskolán fundamentálist, dogmatikát és néhány éven keresztül szentírástudományt is tanított. Emellett meghatározó hittankönyveket írt a középiskola négy felső osztálya számára és folyamatosan művelte magát, tanulmányozta a teológia mellett a nemzetközi filozófiai, pedagógiai és pszichológiai-karakterológiai irodalmat. Két doktorátussal is rendelkezett, az egyiket a pesti egyetemen szerezte teológiából (Kezdet és vég a világfolyamatban, 1907), a másikat Würzburgban (Külpe Laboratórium) pszichológiából (Kiemelkedő szótársítások, 1917).
1916-ban a Pázmány Péter Tudományegyetemen a Hittudományi Kar dogmatika-professzora lett, egészen 1944-ig. Két ízben a kari dékán, egy ízben az egyetemi rektor tisztét is betöltötte. Professzorsága eredményei voltak latin és magyar nyelvű dogmatikai tankönyvei. Emellett 1908 óta titkára, 1930-tól 1947-ig elnöke volt az Aquinói Szent Tamás Társaságnak. 1927-ben ő mondta a gyászbeszédet Prohászka Ottokár székesfehérvári temetésén, majd 1928-1929 között ő rendezte sajtó alá Prohászka össze műveit. 1930-tól kezdve 6 éven át nyilvános világnézeti előadás-sorozatokat (publicum) tartott az egyetemi katolikus ifjúsági egyesületek számára, amelyek nyomtatásban is megjelentek. Munkássága elismeréseként 1925-ben a Magyar Tudományos Akadémia levelező, 1938-ban pedig rendes tagjává választották. 1930-ban Corvin-koszorúval, majd 1942-ben Corvin-lánccal tüntették ki.
1941 februárjában agyvérzés és bal oldali bénulás érte. Szeptembertől már taníthatott és 1944-ig – ha nem is a nála megszokott mértékben – folytathatta régi tevékenységét. Betegsége idején írta meg az Életem című önéletrajzát (1942). 1944 novemberében Mosonmagyaróvárra, majd 1945 elején a tiroli Umhausenbe menekült. Októbertől Grazban élt unokatestvérénél és csak 1946 márciusában tért haza. Ismét tanított a Kalazantinumban, többek között pedagógiát, eközben azonban további kisebb, 1948-tól pedig már nagyobb agyérgörcsök is felléptek nála. Élete utolsó 21 hónapját betegágyhoz kötve töltötte, teljes leépültségben. 1953. április 20-án halt meg Budapesten, a Váci utcai piarista rendházban. Temetése 1953. április 23-án volt a Farkasréti temetőben, de ott sírját 1980-ban fölszámolták, és hamvait a Kerepesi temető újabb piarista sírboltjába (511/A-512/A) szállították.

## Kultúrrajza
Schütz a második világháború előtti műveiben rendszeresen törekedett arra, hogy ne csak a katolikus egyház tanításának rendszerezett kifejtését adja meg, hanem arra is, hogy megrajzolja kora Magyarországának és világának kulturális képét. Sok kortársánál korábban látta meg a modern kultúra néhány olyan jellegzetességét, melyet ma már közhelynek tekintenek, akkor azonban éleslátásról tett bizonyságot. Az alábbi válogatott idézetek mindegyike A vallás című 1938-ban megjelent művéből valók.

### Globalizáció
„A Ma emberarcának körvonalait szolgáltatja az a tény, hogy a történelmi Ma tere az egész Föld. Amióta folyamatban van ezen a bolygón az a valami, amit történelemnek lehet nevezni, azóta kb. két emberöltője most esik meg először, hogy ennek a történésnek színehelye az egész Föld, és alanya az egész emberiség. Ma már az embermozgató nagy kérdések ügyében nincsenek „elszigetelt” jelenségek; a régi partikularizmust fölváltotta az univerzalizmus; a territoriális emberszemlélet helyébe lépett a planetáris.”

### Valláspiac
„Így aztán az, ami voltaképpen a legmeghittebb lelkiség és a legbensőbb lelkiismeret ügye, a döntő vallási elhatározás, úgyszólván a világpiaci kínálat vásári kavarodásába sodródik, és majdnem minden vallásilag szorongó ember abba a helyzetbe jut, mint azok az afrikai törzsfők, akiknek egyéni elhatározásától van függővé téve, hogy törzsüket a kereszténységbe (és ott is melyikbe) vagy az iszlámba vigyék-e.”

## Művei[1]

### Önálló művei
- Főbb elméletek az értelmi ismeretek eredetéről, Budapest, 1903 (Különlenyomat a Bölcseleti Folyóiratból)
- Keresztény katolikus hitvédelem (hittankönyv), Budapest, 1907 (1946-ig 9 kiadás)
- Kezdet és vég a világfolyamatban, Budapest, 1907
- Energetika és bölcselet, Budapest, 1908 (Különlenyomat a Budapest kegyesrendi gimnázium 1907/08-iki értesítőjéből)
- Az isten-érvek a középiskolai hittantanításunkban, Budapest, 1909
- Krisztus jelenléte az Oltáriszentségben, Budapest, 1910
- Az anyag mivoltáról, Budapest, 1911 (Különlenyomat a Hittudományi Folyóiratból)
- Katolikus egyháztörténet, (hittankönyv) Budapest, 1911 (1946-ig 14 kiadás)
- Katolikus hittan, Budapest, 1911 (1946-ig 15 kiadás)
- Katolikus erkölcstan, Budapest, 1912 (1947-ig 13 kiadás)
- Az Isten-bizonyítás logikája, Budapest, 1913 (Különlenyomat a Hittudományi Folyóiratból)
- Katolikus hitvédelem: Katolikus vallástan, 2. kiadásː Budapest, 1913
- Summarium theologiae dogmaticae, Budapest, 1922
- Dogmatika: A katolikus hitigazságok rendszere, I–II, Budapest, 1922–1923; 2. bővített kiadás, Budapest, 1937; 3. kiadás, 1937; 4. kiadás, Budapest, 1947; reprint: Pax International Kiadó, 2008)
- A bölcselet elemei Szt Tamás alapján, Budapest, 1927; 3. kiadás, Budapest, 1944; 4. kiadás, Budapest, 1948.
- Characterológia és aristotelesi metafizika, Budapest, 1927
- Prohászka Ottokár emlékezete, Budapest, 1928
- Az Ige szolgálatában. Összegyűjtött dolgozatok, Budapest, 1928
- Prohászka pályája. Élet- és jellemrajz, Budapest, 1929
- Zubriczky Aladár emlékezete, Budapest, 1931
- Eszmék és eszmények: Összegyűjtött dolgozatok, előadások, beszédek 1928–1932, Budapest, 1933.
- Krisztus: Tíz előadás, melyeket 1930 őszén a Pázmány-egyetem valamennyi karának hallgatói számára tartott, Budapest, 1932 (Szent István könyvek, 100–101).
- A házasság: Tíz előadás, melyeket 1931 őszén a Pázmány-egyetem valamennyi karának hallgatói számára tartott, Budapest, 1933 (Szent István könyvek-sorozat 109.)
- Isten országa. Nyilvános előadások a budapesti kir. Pázmány-egyetemen
  - 1. Krisztus, 2. kiadás, Budapest, 1940.
  - 2. A házasság, 2. kiadás: Budapest, 1940.
  - 3. Isten a történelemben: Tíz előadás, melyeket 1932 őszén a Pázmány-egyetem valamennyi karának hallgatói számára tartott; 1-2. kiadás, Budapest, 1934; 3. kiadás, Budapest, 1940; 4. kiadás: Budapest, 1944.
  - 4. Az örökkévalóság: Tíz előadás, melyeket 1934 őszén a Pázmány-egyetem valamennyi karának hallgatói számára tartott, 1-2. kiadás, Budapest, 1937.
- Őrség. Korkérdések és tájékozódások, Budapest, 1936.
- Prohászka mint akadémikus, Budapest, 1936.
- A nemzetnevelő Pázmány, Budapest, 1938.
- Eucharisztia: Az Oltáriszentség a hit és ész világánál, Budapest, 1938; 2. átnézett kiadás, Budapest, 1943.
- Korunk szentjei, Budapest, 1938
- Magyar életerő, Budapest, 1939 (Korszerű magyar könyvek-sorozat 1.)
- Krisztus, 3. kiadás, Budapest, 1944.
- Titok és tudományok, Budapest, 1940
- Titkok tudománya. Korszerű hittudományi dolgozatok, Budapest, 1940
- Logikák és logika, Budapest, 1941 (Értekezések a filozófiai és társadalmi tudományok köréből V.6.)
- Életem. Emlékezések, Budapest, 1942
- Pedagógia, Szt. István Társulat, Bp., 2010

### Másokkal közösen írt művei
- Imádságos könyv a tanulóifjúság számára (Sík Sándorral közösen), Budapest, 1913 (1949-ig 11 kiadás)
- Emlékkönyv Szent Imre herceg 900 éves jubileumára (szerk. Balanyi Györggyel közösen), Budapest, 1930
- Az apostolok öröksége (Dömötör Istvánnal közösen), Budapest, 1940 (Actio Catholica sorozat 76.)

### Általa szerkesztett művek
- Prohászka Ottokár összegyűjtött munkái I–XXV., Budapest, 1928–1929
- Élet kenyere: Az Oltáriszentség imádása, írta Prohászka Ottokár, Budapest, 1930 (franciául és németülː Budapest, 1938)
- Szentek élete az év minden napjára, I–IV, Budapest, 1932–1933; 2. kiadás, sajtó alá rend. Stirling János, Pantheon, Budapest, 1995.
- Iránytű, írta Prohászka Ottokár, Budapest, 1940 (Prohászka összegyűjtött művei 22. köteteként is megjelent)

### Fordításai
- A nemi élet etikája, írta: F. W. Foerster, Budapest, 1909
- Élet és jellem, írta: F. W. Foerster, Budapest, 1934
- Aquinói Szent Tamás szemelvényekben (magyarul és latinul), Budapest, 1943

### Kéziratban maradt művei
- Az Evangéliumharmónia, 1946
- Pedagógia, 1948 körül (2010-ben kiadva)
- Istenhez Istenben felnőtt imádságoskönyve, 1950